# Просвита
Всеукраинское общество «Просвещение» имени Тараса Шевченко (укр. Всеукраїнське товариство «Просвіта» імені Тараса Шевченка, бывшее «Общество „Просвещение“», разг. «Просвіта») — украинская общественная организация культурно-просветительского направления.

## История

### Возникновение
Общество «Просвіта» возникло в 1868 году во Львове в качестве противовеса антиукраинским течениям в культурной жизни: колонизаторскому, поддерживаемому властями Австро-Венгрии — с одной стороны, и русофильскому, — с другой. Галицкие москвофилы занимали тогда господствующее положение во Львове, и идею создания Общества восприняли в штыки.
Для проработки устава Общества в марте 1868 года был создан Комитет из представителей академической молодёжи. В комитет вошли такие деятели, как Корнило Сушкевич, Михаил Коссак, профессор Академической гимназии Паулин Свенцицкий (участник польского восстания 1863) и другие. 2 сентября 1868 года Министерство образования разрешило учредить общество «Просвита». Это разрешение стало основанием для созыва первого общего сбора. Организация сбора была поручена конституционному комитету, который возглавил профессор Академической гимназии Анатоль Вахнянин. В комитет вошли также Корнило Сушкевич, Юлиан Романчук, Александр Огоновский, Александр Борковский, Михаил Коссак, Емельян Партицкий, Андрей Сичинский и др.

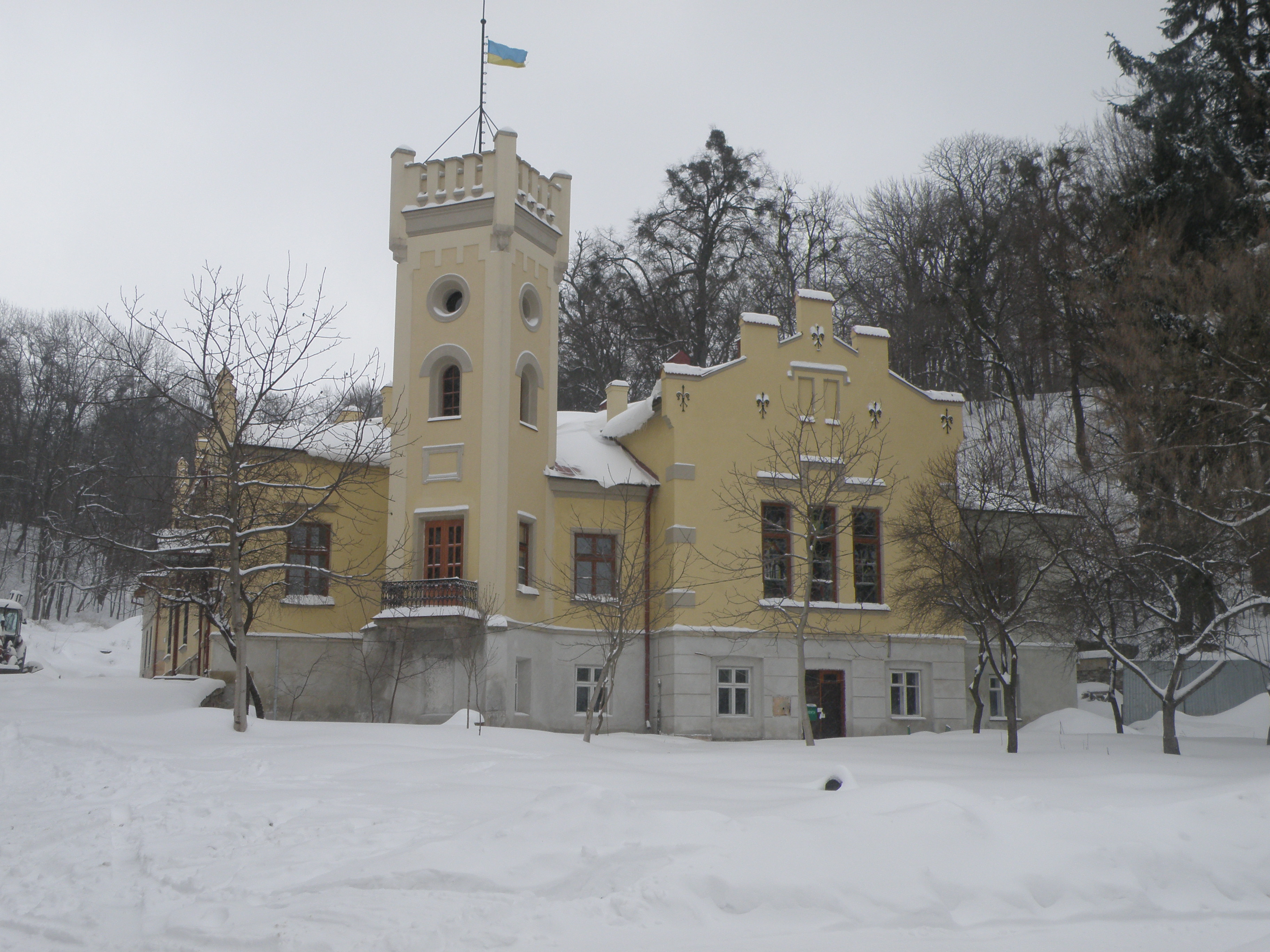
Здание Городской бойницы во Львове, где 8 декабря 1868 основано Общество «Просвита»

Первый съезд был созван 8 декабря 1868 года во Львове, и подавляющее большинство из 65 делегатов было оттуда же. Со вступительным словом выступил председатель Сбора Анатоль Вахнянин, который заявил, что целью создания Общества является возвращение к идеям, декларируемым Головной Руськой Радой 1848 г., произнесённых Собором Русских Учёных: единство украинского народа от Карпат до Кубани и его отделение от народов польского и российского.
Кратко сформулированная программа общества звучала следующим образом:
«Каждый народ, который хочет добиться самостоятельности, должен прежде заботиться о том, чтобы низшие слои общества, народные массы, поднялись до той степени просвещения, чтобы эта народная масса почувствовала себя членом народного организма, почувствовала своё гражданское и национальное достоинства, и узнала необходимость существования нации как отдельной народной индивидуальности, ибо никто как масса народа является основой всего».
Председателем вновь созданного Общества сбор избрал Анатоля Вахнянина, его заместителем — Владимира Ганкевича (секретарь Учредительного собрания общества). Членами руководящего органа стали:
- Корнило Сушкевич
- Юлиан Романчук
- Александер Огоновский
- Корнилий Устианович
- Александр Борковский
- Михаил Коссак
- Емельян Партицкий
- Иван Комарницкий (студент)
- Максим Михаляк (студент)[4]

Решено было создать украинскую библиотеку с читальней и ежегодно издавать народный календарь.

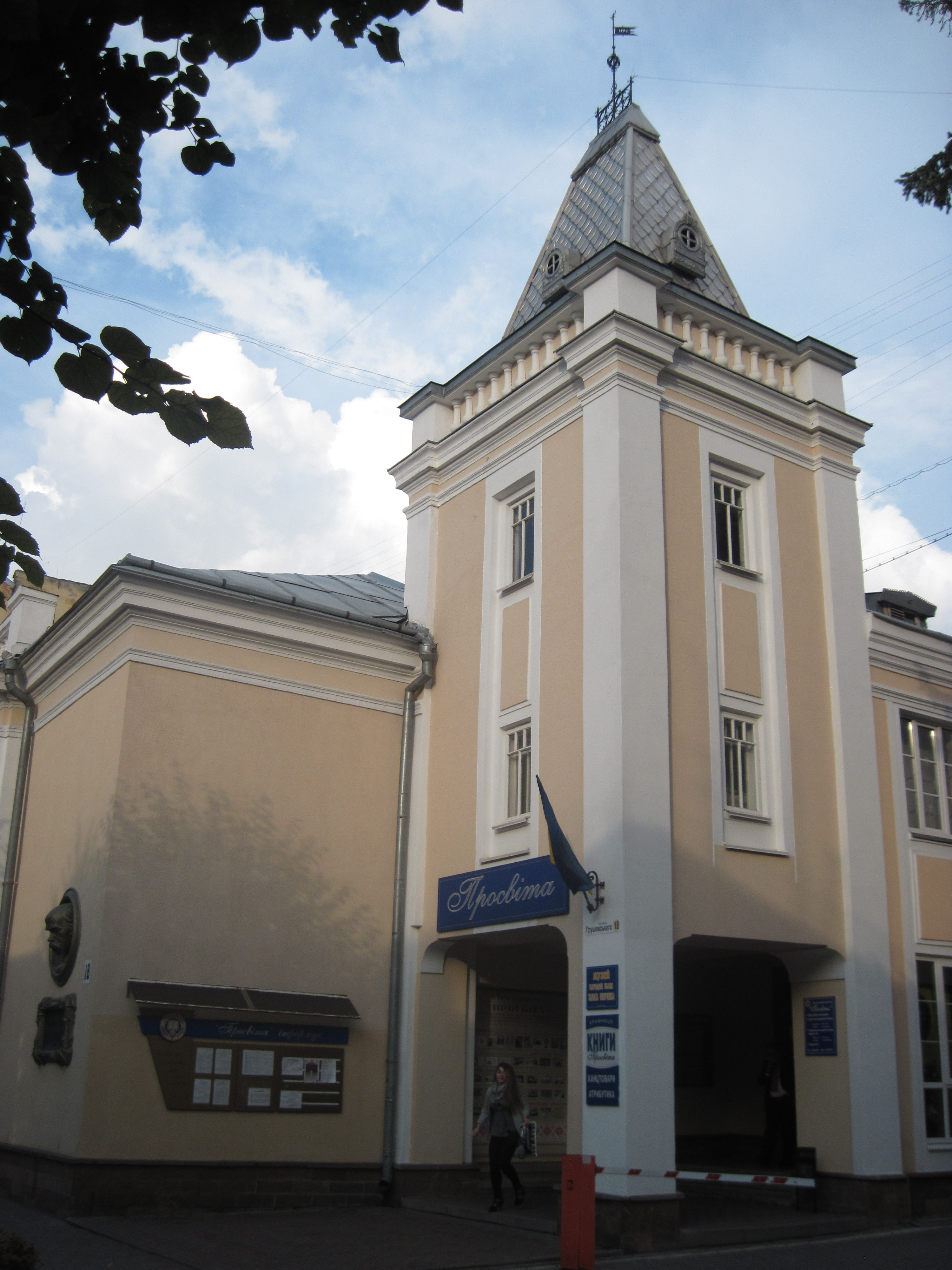
Здание «Просвиты» в Ивано-Франковске, 2014 г.

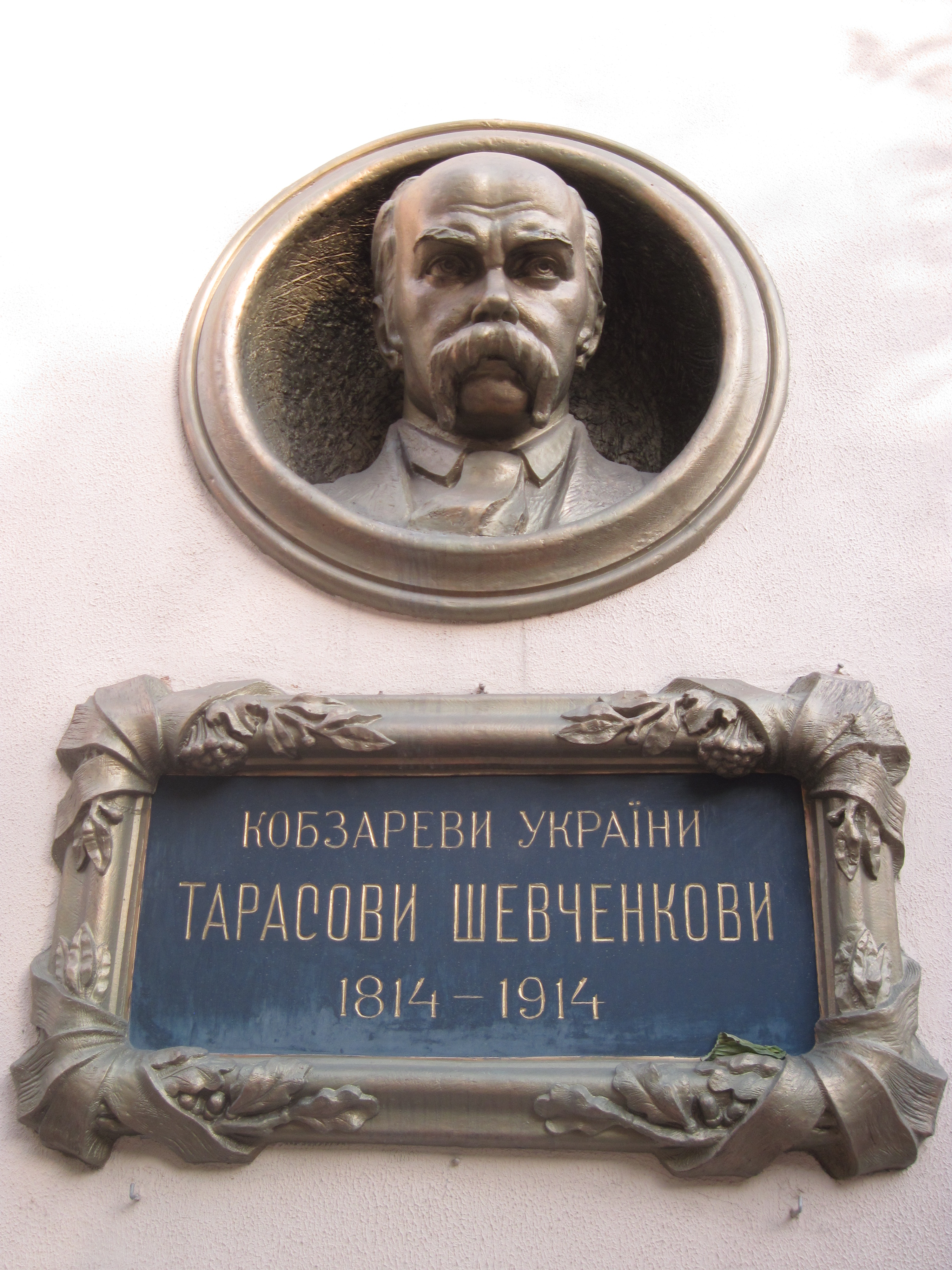
Памятная доска Тарасу Шевченко на здании «Просвиты» в Ивано-Франковске, 2014

Общий сбор «Просвиты» получил поздравления от украинских народных общин Бережан, Тернополя, Пшемысля, Станиславова и Черновцов, от студенческих обществ «Сечь» и «Основа» в Вене. Поздравительные телеграммы поступили из Чехии, Сербии и Словакии. В свою очередь москвофильское «Слово» назвало общество «польской интригой».
Чтобы разъяснить цель общества, его руководство обратилось 11 февраля 1869 года с воззванием к народу. Оно гласило, что «вне школы не находит украинский ребёнок никакой духовной пищи, благодаря которой самосознание, нравственность и благосостояние в народе могли бы всё больше развиваться».
Общество работало в сложных условиях. У него не было своего помещения, а потому совещания и заседания проводили дома у К. Сушкевича или А. Вахнянина. Впоследствии собирались в Народном доме или выпрашивали приют у польской «Стрельницы». Плодотворно работала просветительская секция, которая стала издавать для народа книги и готовить учебники для украинской гимназии. Редактором популярных изданий стал писатель Юрий Федькович. Общество договорилось о книгообмене с польскими и чешскими образовательными обществами.
26 мая 1870 года состоялся второй общий сбор Общества. И снова пришлось просить помещение у «Стрельницы». Сбор определил новые принципы работы «Просвиты». После этого Общество подверглось нападкам со стороны как наместничества и старосты, так и русофильского «Слова». Однако просветительская работа набирала силы. За два года было основано три новых филиала «Просвиты», организованы читальни, стал издаваться первый печатный орган "Письмо из «Просвиты», а с 1880 года под редакцией члена руководства «Просвиты» Владимира Барвинского стала выходить народная политическая газета «Діло». Широкая популярность общества заставила Галицкий сейм предоставить ему «помощь» в виде 1000 серебряных, которая впоследствии была увеличена вдвое.
После основания «Просвиты» её филиалы образованы в Станиславове (1877), Коломые (1880), Кутах (1897), Надворной (1908), Косове (1909), Делятине (1912).

### Последующие годы
30 ноября 1880 года по инициативе В. Барвинского созвано первое украинское народное вече во Львове. Вече было одной из форм политической работы Общества. С изменением ситуации политическая борьба могла иметь для «Просвиты» непредвиденные последствия. Учитывая это, члены руководства (Емельян Огоновский, Юлиан Романчук, Александр Огоновский, Александр Стефанович, Иван Белей, Константин Левицкий и другие) решили создать первое украинское политическое общество «Народная Рада», которое бы сотрудничало с «Просвитой». В 1884 году было основано ремесленное общество «Заря», его возглавил один из руководителей «Просвиты» Василий Нагорный.
По постановлению общего собрания Общества, который состоялся 25 марта 1891 года, читальни «Просвиты» организовали курсы для неграмотных, проводили вечера, ставили пьесы, а кроме того, создавали полеводческо-хозяйственные и промышленные союзы, ссудные и сберегательные кассы.
Свое 25-летие «Просвита» отметила очень торжественно. Вместе с другими украинскими обществами было организовано перезахоронение останков Маркиана Шашкевича на Лычаковском кладбище. Иван Белей подготовил краткую «Историю Просвиты».
Большим достижением «Просвиты» стала покупка в 1895 году собственного дома, пожертвования на который поступили не только из Галиции, но и из Поднепровья. Киевляне передали через профессора Михаила Грушевского 1500 рынских.
31 января 1896 года общий сбор «Просвиты» избрал председателем Общества профессора Юлиана Романчука, который оставался на своём посту целых десять лет. За это время стремительно развивалось кооперативное движение, которое вернуло к жизни в 1898 году «Краевой Союз Кредитования», а в 1904 году привело к созданию нового общества — «Краевой Ревизионный Союз». Члены «Просвиты» провели манифестации по случаю 50-летия отмены барщины и 100-летию «Энеиды».
На рубеже веков политическая жизнь заметно активизировалась, и ведущие роли здесь играли члены «Просвиты». В 1899 году большинство представителей народных общин вступили в Национально-демократическую партию во главе с Юлианом Романчуком и Константином Левицким. Галицкая интеллигенция преодолевает консерватизм: вместо самоназвания «русин» («русский») распространяется название «украинец» («украинский»). В то же время вводится фонетическое правописание к популярным изданиям «Просвиты». Просветительскую деятельность искренне поддерживает духовенство, в частности тогдашний станиславовский епископ Андрей Шептицкий.
Чувство единства западных и поднепровских земель проявилось во время празднования 12 ноября 1905 года юбилея гетмана Богдана Хмельницкого. В то время по примеру Галиции организуются образовательные общества под названием «Просвита» на землях Поднепровья: сначала — в Одессе (1906), впоследствии — в Екатеринославе (по данным В. Вериги, начало действовать в 1905 году как литературно-артистическое украинское общество), Житомире, Каменце-Подольском, Киеве, Чернигове, Николаеве. На Дону образовалась новочеркасская «Просвита», а в Екатеринодаре стала действовать Кубанская «Просвита». Интересно, что собственные читальни «Просвиты» были даже у переселенцев на Дальнем Востоке в Зелёном Клину и в Америке, в частности, в Аргентине.
На Левобережной Украине единственным обществом «Просвита», которое получило разрешение к основанию губернатора, стала черниговская «Просвита», основанная 27 декабря 1906 года членом Государственной Думы Ильей Шрагом и Михаилом Коцюбинским (был избран председателем). Черниговская «Просвита» открыла 2 филиала — в Нежине и Козельце. В 1911 году из-за преследований со стороны царской администрации общество прекратило свою деятельность.
Из-за запрета царской администрации не удалось открыть «Просвиты» в Полтаве и Харькове. Основанное в Харькове украинское литературно-этнографическое общество имени Квитки-Основьяненко фактически выполняло функции «Просвиты». В Полтаве до 1917 года не удалось добиться права официально учредить «Просвиту», национально-культурная и экономическая деятельность проводилась через систему кооперации.
Начиная с 1906 года, «Просвиту» возглавляли доктор Евгений Олесницкий (всего 4 месяца) и Петр Огоновский. 1 ноября 1910 года председателем Общества стал судебный советник Иван Кивелюк, исполнявший эти обязанности до 1922 года. При его председательстве «Просвита», несмотря на тяжёлое военное время, достигло невиданных высот.
Четвертый устав «Просвиты» был принят в 1891 году, а пятый — в 1913-м. Главной задачей провозглашалась широкая культурно-образовательная работа. Она предусматривала деятельность народного театра и кинотеатра, проведение народных праздников, съездов и краеведческих походов, организацию библиотек, народных музеев, публичных читален, книжных магазинов, типографий и других предприятий, различных курсов и школ (народных, средних, высших, хозяйственных, промышленных, торговых), ведение образцовых хозяйств, садов и тому подобное.
С 1906 по 1912 годы было организовано 15 кооперативных курсов. Общество способствовало и развитию школ: сельскохозяйственной — в Милованье, хозяйственной — в Угорцах-Винявских, в 1911 году была основана Торговая школа во Львове. К 1912 году «Просвитой» было издано 445 наименований книг общим тиражом 3115295 шт., открыто 2944 читальни, 504 читальных дома и 2364 библиотеки, объединивших 197035 членов, а также несколько сотен любительских кружков, хоров, несколько духовых оркестров. Каждый член общества получал в год несколько книг. В 1912 году при читальнях существовали 540 лавок, 236 ссудных касс. В конце 1913 года «Просвита» имела 77 филиалов и 2648 читален. Массово начали создаваться библиотеки. В отдаленные местности книги поступали бесплатно. Важное место в просветительской деятельности занимали лекции, «курсы высшего образования», курсы обучения неграмотных. «Просвита» поддерживала оживленные связи с украинцами Закарпатья, Хорватии, Боснии, Соединенных Штатов Америки, со многими образовательными организациями.
Среди важных достижений «Просвиты» — празднование юбилейных годовщин — 50-летия со дня смерти Тараса Шевченко, 100-летие со дня рождения Маркияна Шашкевича, 50-летие общества «Русская Беседа», 40-летия писательской деятельности Ивана Франко. 13 декабря 1913 года «Просвита» приняла участие в событии чрезвычайного веса — митрополит Андрей Шептицкий передал общественности Львова Национальный музей, основателем которого был. При этом «Просвита» подарила музею ценные экспонаты из своего архива. Юбилейные Шевченковские торжества длились несколько месяцев. Интересно, что читальни и филиалы, основанные в 1914 году, носили имя украинского писателя. В массовую манифестацию превратился «Краевой Шевченковский здвиг» украинских спортивных, пожарных и стрелковых организаций, который состоялся 28 декабря 1914 года. Своё мастерство показали входящие в состав «Сокола», «Сечи» и «Стрелецких куреней» галицкие юноши.
Российская оккупация Львова нанесла значительный ущерб «Просвите». Были уничтожены библиотеки, читальни, репрессированы активные деятели. Некоторые из них вынуждены были выехать за пределы Галичины. Даже после русского отступления введение военного положения не позволило Обществу развернуть свою деятельность. Его активность возобновилась в 1918 году, что помогло в формировании ЗУНР.
Террор польских оккупационных властей не обошел и «Просвиту». Председатель общества Иван Кивелюк был арестован и вывезен в лагерь интернированных возле Кракова. Лишь с начала 1920 года вновь оживилась просветительская жизнь. Чтобы поднять народное движение, в декабре 1920 года был проведен «Праздник Просвиты», через 2 месяца отмечено 60-летие со дня смерти Тараса Шевченко, во время которого создан издательский фонд «Учитесь, братья мои!».
Для сбора материалов об истории освободительной борьбы главный отдел общества создал отдельное издательство «Червона Калина». В пятилетие смерти Ивана Франко останки великого поэта были перевезены на новое место захоронения. Одновременно был объявлен конкурс на проект надмогильного памятника. 1 ноября 1921 года состоялся общий сбор, который избрал председателем Главного общества Ивана Кивелюка, который как раз находился под арестом. Но ему не пришлось председательствовать долго: ровно через 4 месяца Иван Кивелюк умер. Более года «Просвиту» возглавлял доктор Иван Брик. В апреле 1923 года общий сбор избрал председателем профессора Михаила Галущинского.
О размахе деятельности в «Просвите» свидетельствуют следующие данные: за 5 послевоенных лет число филиалов выросло до 96, а читален — до 2934, что превысило предвоенные показатели. Организационные успехи затмевали большие долги, которые не давали возможности «просвитянам» развернуть деятельность в полную силу. В 1928-м, своём юбилейном году, на землях оккупированной Польшей Галичины у «Просвиты» было 2934 читальни и 12 508 непосредственных членов. Значительно слабее работало Общество на Волыни, Подляшье и Холмщине, где действовало около 600 читален.
Начатый польскими властями на рубеже 20-30-х годов процесс по ущемлению украинской культуры привёл к печальным последствиям. Значительно сократилось число читален и непосредственных членов «Просвиты», резко вырос в условиях тогдашнего экономического кризиса её долг. Но общество не сдавалось, и в 1934 году насчитывало уже 3046 читален и около 500 тысяч членов. Восстанавливались и открывались новые читальни. Под редакцией профессора Василия Симовича стал выходить иллюстрированный научно-популярный месячник «Жизнь и знания». Издавались книги фонда «Учитесь, братья мои!», предназначавшиеся для широкого охвата украинской общественности, новогодние календари. Учителя организовывали конференции и переквалификации библиотекарей и руководителей кружков самообразования, а также любительских театров. В 1936 году «Просвита» имела 83 филиала, 3210 читален, 1207 домов, 3209 библиотек с фондом 688 186 книг, 2185 театральных кружков, 1115 хоров, 138 оркестров, 550 кружков самообразования, 86 курсов для неграмотных и 262 кружка просветительской молодёжи. В последующие 2 года дела шли ещё лучше. Работало 11 комиссий (просветительско-организационная, образовательно-воспитательная, издательская, библиотечная, хозяйственно-финансовая, театрально-исполнительская, для борьбы с неграмотностью и другие).
Торжественно было отмечено 70-летие основания «Просвиты». 22 мая 1938 года состоялось богослужение, которое проводил епископ Никита Будка. Андрей Шептицкий освятил новый бело-золотистый флаг «Просвиты» с надписью: «В силе духа — победа народа!», который изготовили женщины из кооператива «Народное искусство» по проекту Святослава Гордынского. Флаг увенчали лентами председатель Научного Общества имени Шевченко профессор Иван Раковский, председатель «Родной школы» профессор Иван Галущинский, представитель украинской кооперации и других организаций.
После 1937 года «Просвита» переживала тяжёлые времена. Польские власти закрывали читальни, особенно на северо-западных землях. Коммунисты пытались через низовые читальни пропагандировать «великие преобразования» за Збручем. В таких условиях 8 июня 1939 года в «Театре Разнородностей» состоялся последний общий сбор «Просвиты». Там председателем Общества был избран отец Юлиан Дзерович.
Общество просуществовало до 1939 года. В межвоенной Польше Просвита вела активную просветительскую деятельность среди украинского населения, причем не только на территории Галиции. Например, в Волынском воеводстве в 1928—1929 годах было 640 ячеек «Просвиты», объединявших 16,7 тыс. членов. Польские власти относились к организации неоднозначно. Власти Волынского воеводства, проводившие политику украинизации в 1930-е годы запретили деятельность всех украинских организаций, в том числе «Просвиты». В результате на Волыни в 1935 году осталось лишь 7 ячеек общества.
После вхождения западной Украины в состав СССР на территории Советского Союза было фактически распущено и действовало в эмиграции. Советские власти уничтожили в центральном доме Общества (площадь Рынок, 10) его архив, ценные исторические документы и рукописи, печатную продукцию. Аналогичным образом поступили с ячейками «Просвиты» и в других городах и сёлах.
Не разрешили возобновить работу и гитлеровские оккупанты. С балкона центрального дома общества во Львове 30 июня 1941 года по инициативе Организации украинских националистов был провозглашен Акт провозглашения Украинского Государства. При этом, согласно статье историка Петра Долганова из Ровно, «Бенефициары Холокоста: роль соседей в грабеже евреев Волыни в период нацистской оккупации», местные отделения «Просвиты» претендовали на имущество убитых в Холокосте.
С тех пор общество «Просвита» существовало только за пределами Украины, где украинские эмигранты отпраздновали его 100-летний юбилей. На территории Украины пауза в существовании общества длилась полвека. Его возрождение на Украине произошло лишь в 1989 году.

### Новейшая история «Просвиты»

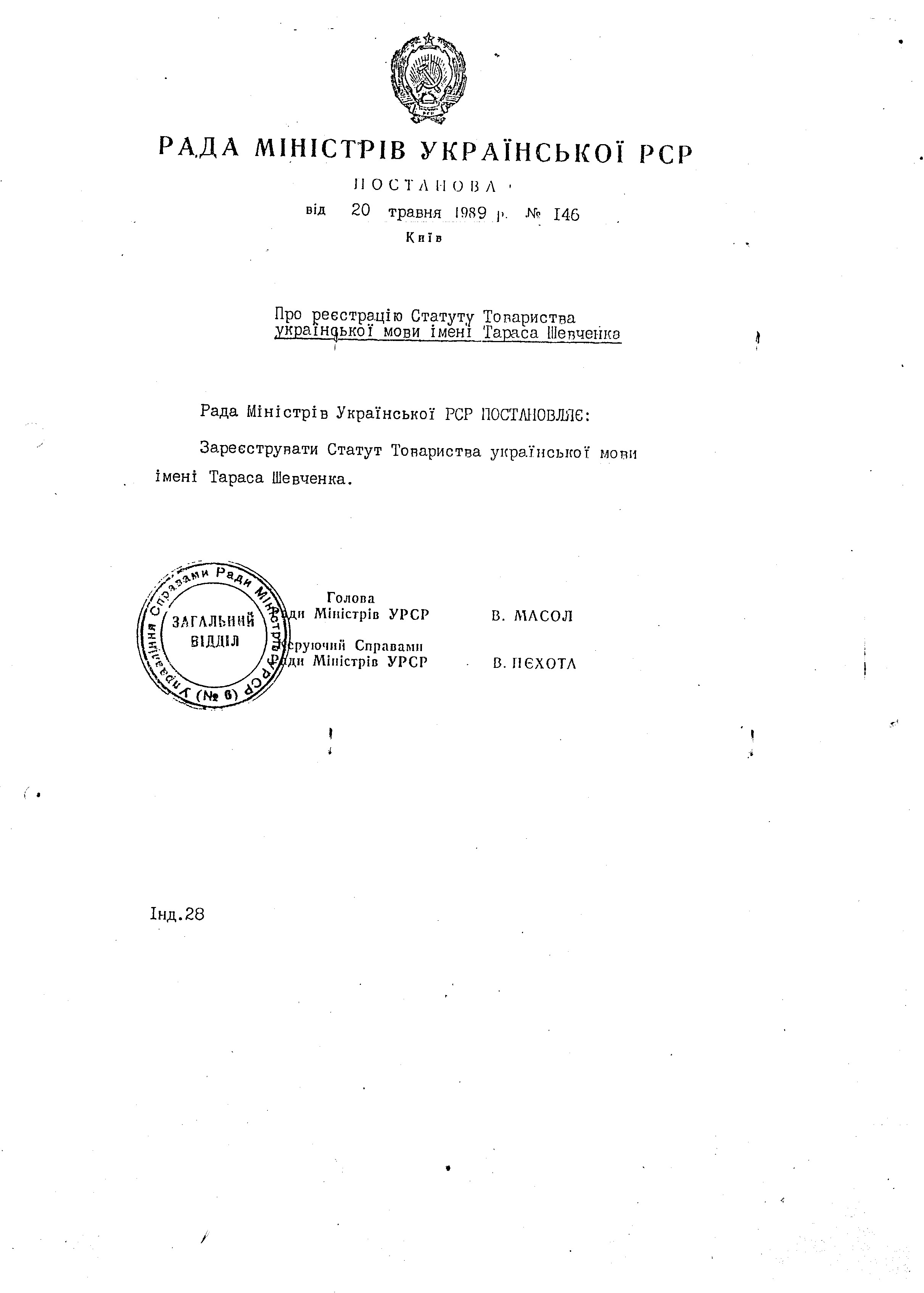
Свидетельство о регистрации Устава Общества украинского языка имени Тараса Шевченко

В конце 1980-х годов, в связи с ослаблением власти коммунистической системы в Украине, опыт «Просвиты» послужил делу самосознания, самоидентификации украинцев, реализации национальной идеи, квинтэссенцией которой стало провозглашение Акта Независимости 24 августа 1991 года. Становление организации происходило в условиях давления коммунистической номенклатуры. 17 декабря 1988 года в Киеве был создан организационный комитет для созыва учредительной конференции Общества украинского языка, который возглавил Дмитрий Павлычко. Через два месяца был подготовлен устав. А 11-12 февраля 1989 года в Республиканском доме кино состоялась учредительная конференция Общества украинского языка им. Т. Г. Шевченко — первый легальный форум независимой общественной организации в Киеве. Был принят устав и избраны руководящие органы Общества украинского языка имени Тараса Шевченко. Председателем стал Дмитрий Павлычко.
Общество принимало самое активное участие во всех общеполитических мероприятиях, не выпуская из поля зрения проблему укрепления позиций украинского языка как государственного и подготовку Верховной Радой закона о языках в Украине. Была активизирована издательская работа, в частности, стартовал выпуск газеты «Слово». В этот период численность организации была максимальной и достигала полумиллиона человек.
29-30 сентября 1990 года состоялась II конференция Общества украинского языка имени Тараса Шевченко в Киеве. Изменён устав. На альтернативной основе председателем Общества был избран народный депутат Украины Павел Мовчан.
12 октября 1991 года была созвана III внеочередная конференция Общества украинского языка имени Тараса Шевченко, на которой Общество было реорганизовано во Всеукраинское общество «Просвита» имени Тараса Шевченко. В то же время ряд региональных организаций Общества подвергли сомнению легитимность III внеочередной конференции Общества украинского языка имени Тараса Шевченко, которая изначально собиралась как расширенное совещание, а объявление её конференцией состоялось уже на самом заседании — естественно, что при таких условиях её участники не были делегатами и не имели соответствующих полномочий для голосования. Для согласования спорных вопросов и заслушивания отчета руководства региональные (областные) общества предложили созвать IV внеочередную конференцию, которая так и не состоялась из-за позиции некоторых видных функционеров Общества. В последующие годы в ряде регионов, в частности на Востоке и юге Украины, где ситуация с украинским языком и культурой до сих пор остается сложной, происходил болезненный процесс дезинтеграции обществ украинского языка и создания обществ «Просвита». Часть Обществ украинского языка, которые не вошли в «Просвиту» образовали Ассоциацию обществ украинского языка. Вместе с тем, общая численность организации существенно уменьшилась.
В 1993 году состоялся IV съезд Всеукраинского общества «Просвита» и юбилейное заседание, посвященное 125-летию «Просвиты» в Украине. Председателем Общества переизбран народный депутат Украины Павел Мовчан. Съезд обозначил актуальные проблемы украинского возрождения и развития государства. Особое внимание было обращено на предстоящие выборы в Верховную Раду Украины. Участники общества продолжили взятый курс на освещение замалчиваемых ранее страниц трагической истории страны, на возрождение украинской национальной культуры через издательскую, лекционно-просветительскую деятельность, определили в качестве приоритета экономическое просвещение народа. В этом же году Харьковское областное объединение запустило издание ежемесячной газеты «Журавлик».
Общество приняло активное участие и в конституционном процессе, который завершился победой демократических сил — принятием 28 июня 1996 года Конституции — Основного Закона Украины и провозглашением статьёй 10 государственности украинского языка. Большой резонанс в украинском обществе вызвала организованная обществом серия «круглых столов» с участием правительственных структур по активному внедрению статьи 10 Конституции Украины во все участки общественной жизни.
Общество украинского языка и «Просвита» послужили росту большинства новейших организаций и партий.
Организация оказала необходимую финансовую поддержку в производстве первого украинского анимационного мультсериала «Лис Никита».
8 декабря 2018 года на государственном уровне была отмечена памятная дата — 150 лет со момента основания в городе Львове культурно-образовательной общественной организации «Просвита». Торжества прошли во Львовской опере при участии Президента Украины Петра Порошенко.

## Центральное управление

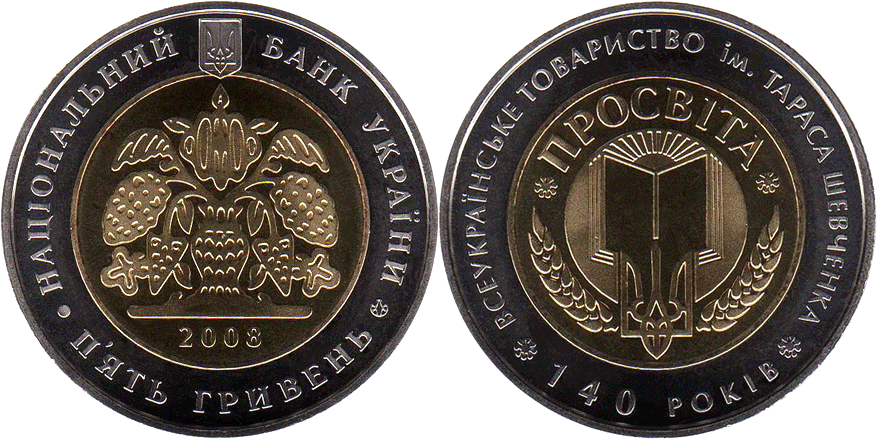
Юбилейная монета «140-я годовщина Всеукраинского общества „Просвещение“ имени Тараса Шевченко»

- Мовчан, Павел Михайлович — глава Всеукраинского общества «Просвещение» имени Тараса Шевченко, заслуженный деятель искусств Украины, писатель, лауреат Государственной премии имени Тараса Шевченко, народный депутат Украины;
- Пономарёв, Александр Данилович[укр.] — профессор Киевского национального университета, доктор филологических наук, заместитель председателя Всеукраинского общества «Просвещение», академик АПН, автор многих книг по языковой проблематике;
- Нестерчук, Николай Трофимович[укр.] — ответственный секретарь Всеукраинского общества «Просвещение», заслуженный работник образования Украины;
- Голота, Любовь Васильевна — ответственный редактор газеты «Слово Просвещения», автор десяти поэтических книг;
- Кличак, Василий Иосифович[укр.] — директор издательского отдела «Просвещения», поэт;
- Гоян, Еремей Петрович — директор издательства «Веселка», писатель, лауреат Национальной премии имени Тараса Шевченко;
- Буравский, Николай Александрович — художественный руководитель академического театра фольклора «Берегиня»;
- Гайдамака, Анатолий Васильевич — народный художник Украины;
- Герасименко Василий Михайлович — заместитель начальника Главного управления образования и науки;
- Гнаткевич, Юрий Васильевич — народный депутат Украины первого созыва;
- Жигунов Александр Иванович — художественный руководитель хора «Почайна»;
- Ломачук Дмитрий Федорович — директор TV «Просвещение»;
- Мандзюк Василий Михайлович — главный редактор информационного отдела радиостанции «Голос Киева»;
- Филипчук, Георгий Георгиевич — глава Секретариата Конгресса украинской интеллигенции;
- Ющук Иван Филиппович — проректор Международного лингвистического университета, профессор, автор школьных учебников по украинскому языку.

### Бывшие члены
- Брик, Иван Станиславович (1879—1947) — украинский ученый, славист, филолог, историк, общественный деятель, педагог.
- Голубович, Сидор Тимофеевич — глава общества с 1904 года.
- Зубрицкий, Михаил Иванович (1856—1919) — этнограф, фольклорист, педагог, историк, публицист. Действительный член Научного общества имени Шевченко (1904).
- Колесса, Александр Михайлович (1867—1945) — общественно-политический деятель, филолог, литературовед, языковед.
- Погребный, Анатолий Григорьевич (1942—2007) — доктор филологических наук, профессор Киевского национального университета, председатель Педагогического общества имени Г. Ващенко. Ведущий радиоцикла «Если бы мы учились так как надо», автор публицистических книг, посвященных утверждению украинского языка как государственного. Член Центрального правления общества с 1989 года.
- Науменко, Владимир Павлович (1852—1919) — украинский педагог, учёный-филолог, журналист, член общества в 1906—1910 гг.